# Artifact (computerspel uit 1999)
Artifact is een overwegend strategisch computerspel. Het is alleen als online multiplayer-game te spelen met een internetverbinding. Het spel is door David Michael ontwikkeld, en werd in 1999 op internet gepubliceerd.
De bedoeling is dat een speler een rijk opbouwt waarbij hij start met 1 stadje dat langzaam groeit. Hij kan samenwerken met andere spelers, en samen strijden tegen andere spelers. Het zoeken, claimen, en behouden van 'artifacts' is het einddoel.
Kenmerkend voor het spel is dat het nooit stopt; ook wanneer de speler afwezig is groeit zijn Rijk door, maar kan het ook aangevallen en vernietigd worden.
Het spel is gratis voor 30 dagen en kan tegen betaling langer worden gespeeld.